# مدار نعل اسب

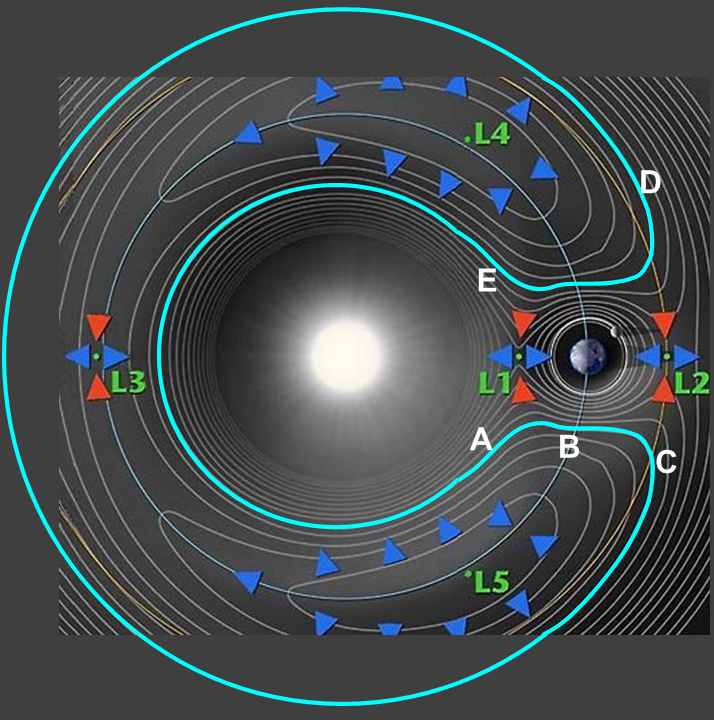
Figure

مدار نعل اسب (به انگلیسی: Horseshoe orbit)، یک نوع از حرکت مشترک مداری یک جرمِ کوچکِ در حال چرخش نسبت به جرمِ در حالِ چرخشِ بزرگ‌تری (مانند زمین) است. دورهٔ مداری جرم کوچکتر بسیار نزدیک به دورهٔ مداری جرم بزرگتر است، و زمانی که از جسم بزرگ‌تر در چارچوب یک دستگاه مرجع چرخان نگریسته شود به نظر می‌رسد که مسیری به شکل نعل اسب می‌پیماید.
حلقهٔ مدار بسته نمی‌شود اما هر بار کمی به جلو یا به عقب جابه‌جا می‌شود، بنا بر این، نقطه‌ای که بر گِردِ آن دور زده می‌شود به نظر می‌رسد که با یک حرکت یکنواخت در امتدادِ مسیرِ مدارِ جرمِ بزرگتر «در درازمدت» در حرکت است. هنگامی که آن شی به هر یک از دو انتهای مدار به جسم بزرگتر در مسیر خود نزدیک می‌شود، این همان تغییر جهت دادن ظاهری آن است. در طیّ کلِ چرخه، آن مرکز طرحی کلی از یک نعل اسب می‌سازد، که بدنهٔ بزرگتر بین دو شاخ نعل قرار دارد.
سیارک‌هایی که در مدار نعل اسب با توجه به زمین قرار دارند، شامل سیارک ۵۴۵۰۹، سیارک ۲۰۰۲ آآ۲۹، 2010 SO16، 2015 SO2 و احتمالاً 2001 GO2. تعریف گسترده‌تر شامل سیارک ۳۷۵۳، که می‌توان گفت به در یک ترکیب و / یا مدار انتقال باشد، یا (۸۵،770) 1998 UP1 و 2003 YN107.
قمرهای سیارهٔ زحل اپیمتئوس و جانوس نسبت به یک‌دیگر در مدارهای نعل اسب قرار دارند (در موردِ ویژهٔ این دو، هیچ حلقه تکراری وجود ندارد: هر کدام یک مدار نعل اسب کامل نسبت به دیگری را می‌پیمایند).